# Comuna Tătăruși, Iași
Tătăruși este o comună în județul Iași, Moldova, România, formată din satele Iorcani, Pietrosu, Tătăruși (reședința), Uda și Vâlcica.

## Vecini
Comuna se află la marginea nord-vestică a județului, la limita cu județul Suceava. Este străbătută de șoseaua județeană DJ208F, care o leagă spre est de Lespezi și spre nord-vest în județul Suceava de Forăști.

## Demografie
Componența etnică a comunei Tătăruși
     Români (88,31%)
     Alte etnii (0,06%)
     Necunoscută (11,63%)
Componența confesională a comunei Tătăruși
     Ortodocși (86,92%)
     Alte religii (1,26%)
     Necunoscută (11,82%)
Conform recensământului efectuat în 2021, populația comunei Tătăruși se ridică la 4.619 locuitori, în scădere față de recensământul anterior din 2011, când fuseseră înregistrați 5.409 locuitori. Majoritatea locuitorilor sunt români (88,31%), iar pentru 11,63% nu se cunoaște apartenența etnică. Din punct de vedere confesional, majoritatea locuitorilor sunt ortodocși (86,92%), iar pentru 11,82% nu se cunoaște apartenența confesională.

## Politică și administrație
Comuna Tătăruși este administrată de un primar și un consiliu local compus din 15 consilieri. Primarul, Costel Iosub[*], de la Partidul Social Democrat, este în funcție din 2004. Începând cu alegerile locale din 2024, consiliul local are următoarea componență pe partide politice:
|  | Partid                          | Consilieri | Componența Consiliului | Componența Consiliului | Componența Consiliului | Componența Consiliului | Componența Consiliului | Componența Consiliului | Componența Consiliului | Componența Consiliului | Componența Consiliului | Componența Consiliului | Componența Consiliului | Componența Consiliului |
|  | ------------------------------- | ---------- | ---------------------- | ---------------------- | ---------------------- | ---------------------- | ---------------------- | ---------------------- | ---------------------- | ---------------------- | ---------------------- | ---------------------- | ---------------------- | ---------------------- |
|  | Partidul Social Democrat        | 12         |                        |                        |                        |                        |                        |                        |                        |                        |                        |                        |                        |                        |
|  | Alianța pentru Unirea Românilor | 2          |                        |                        |                        |                        |                        |                        |                        |                        |                        |                        |                        |                        |
|  | Partidul Național Liberal       | 1          |                        |                        |                        |                        |                        |                        |                        |                        |                        |                        |                        |                        |

## Istorie
La sfârșitul secolului al XIX-lea, comuna făcea parte din plasa Siretul de Sus a județului Suceava și era formată din satele Tătăruși și Uda, având 2.308 locuitori. În comună existau o școală mixtă și două biserici, iar moșia comunei era deținută de stat, după ce fusese secularizată de la mănăstirea Probota. Anuarul Socec din 1925 o consemnează în plasa Lespezi a Județului Baia, având 3.400 de locuitori în satele Tătăruși, Iorcan și Uda.
În 1950, comuna a fost arondată raionului Pașcani din regiunea Iași. În 1968, ea a trecut la județul Iași, având alcătuirea actuală.

## Monumente istorice
Singurul obiectiv din comuna Tătăruși inclus în lista monumentelor istorice din județul Iași ca monument de interes local este fortificația „Palanca”, aflată la 2 km nord-vest de satul Tătăruși și clasificat ca sit arheologic.

## Vezi și
- Alexandru Vasiliu (folclorist)
- Pădurea Tătăruși (sit de importanță comunitară)